# Kantrovci
Kantrovci is een plaats in de gemeente Velika in de Kroatische provincie Požega-Slavonië. De plaats telt 11 inwoners (2001).